# 弗柯望博物館
弗柯望博物館（德語：Museum Folkwang）是一座位於德國埃森的美術館，主要收藏19世紀到20世紀的藝術作品。1922年時由Essener Kunstmuseum（1906年成立）和Folkwang Museum（1902年成立）合併而成。  此外隸屬於該博物館的德國海報博物館（Deutsche Plakat Museum）還收藏有大約三十四萬張海報。
“Folkwang”來自北歐神話中女神弗蕾亞的宮殿弗爾克范格（Fólkvangr）。 2007年，大衛·奇普菲爾德為弗柯望博物館設計了新的延伸部分，以滿足日益擴大的藏品收藏需要。

## 藏品

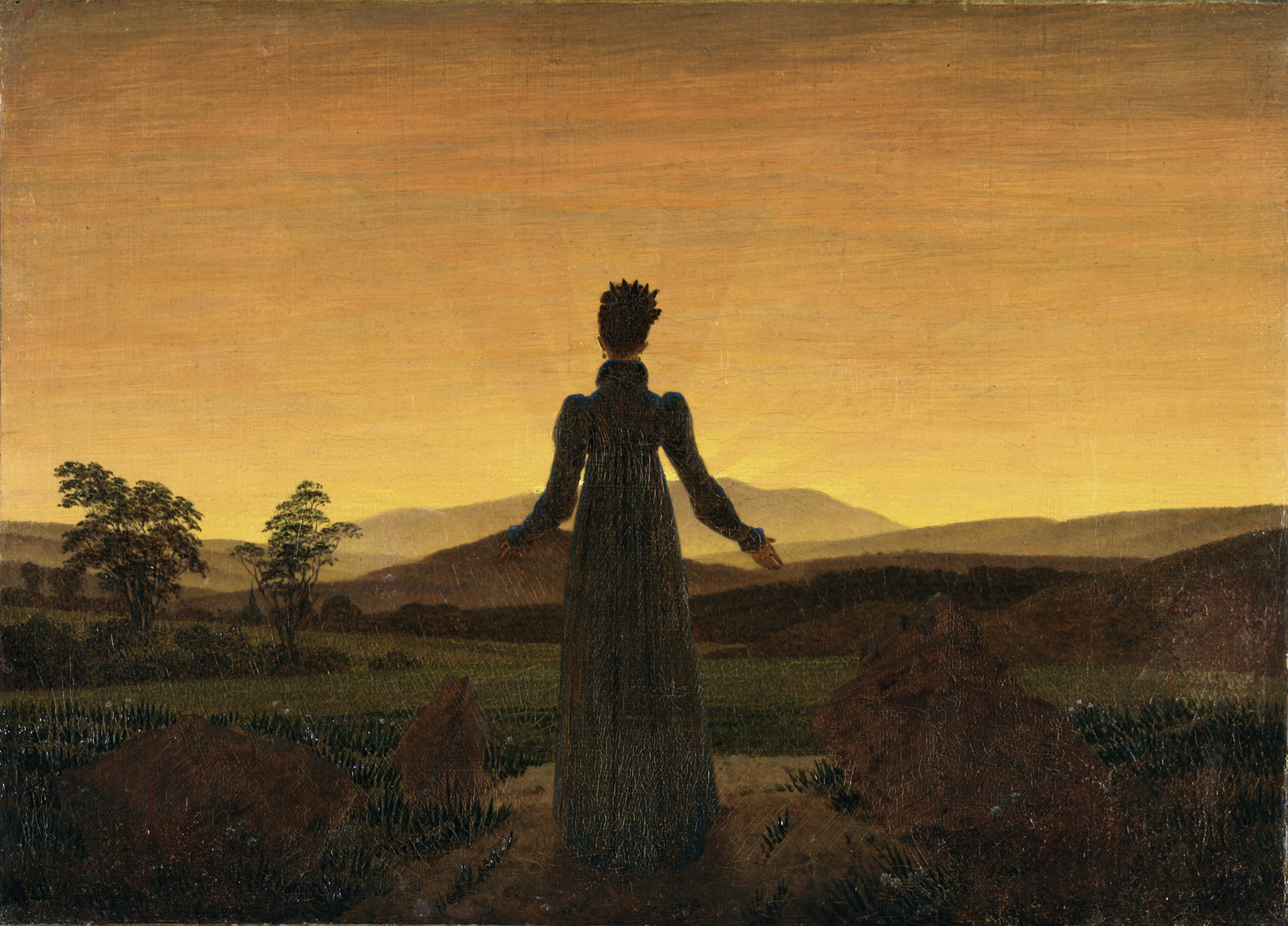
《晨光中的女人》，卡斯帕·大衛·弗雷德里希，1818-20
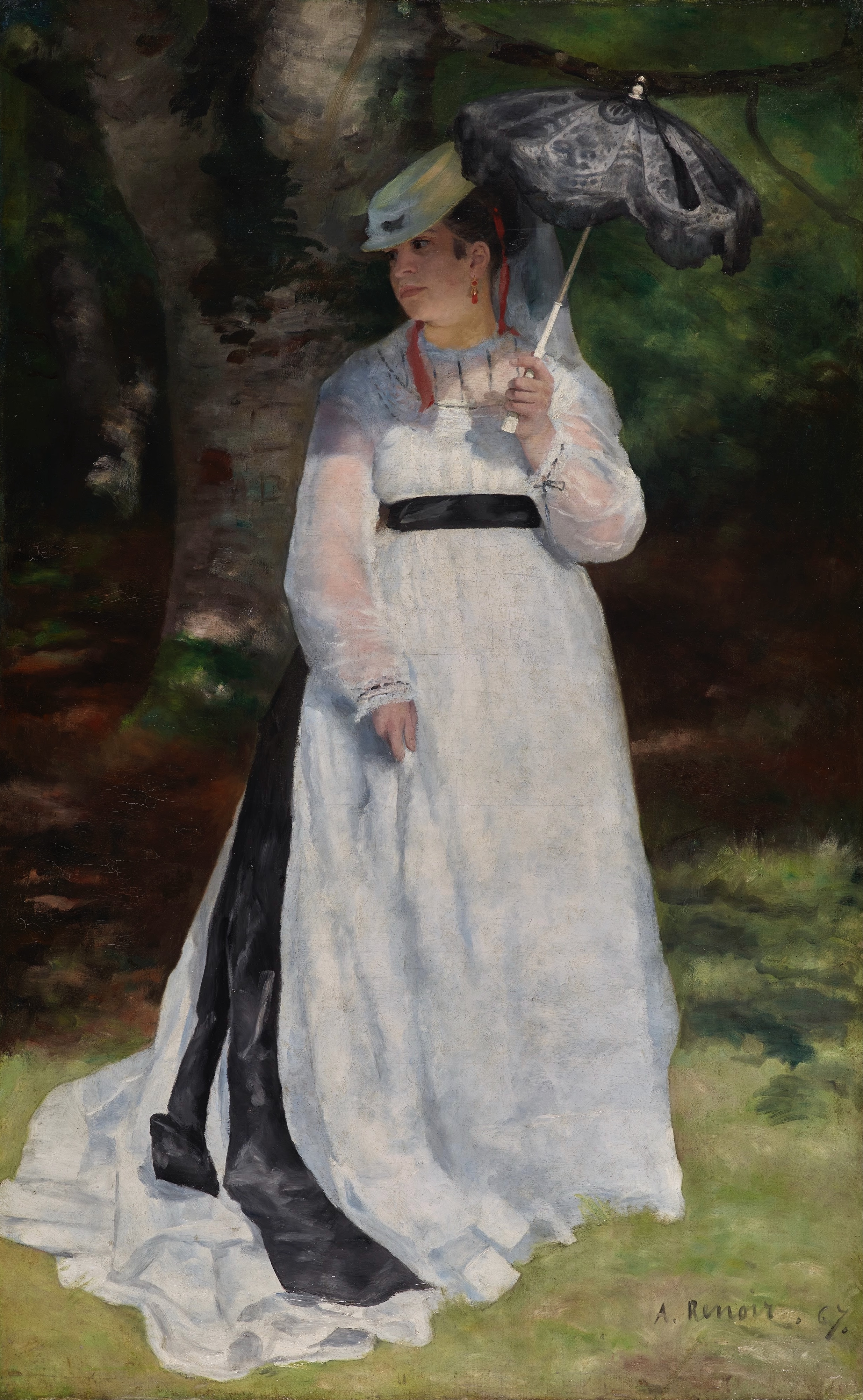
《Lise mit Schirm》，皮耶-奧古斯特·雷諾瓦，1867
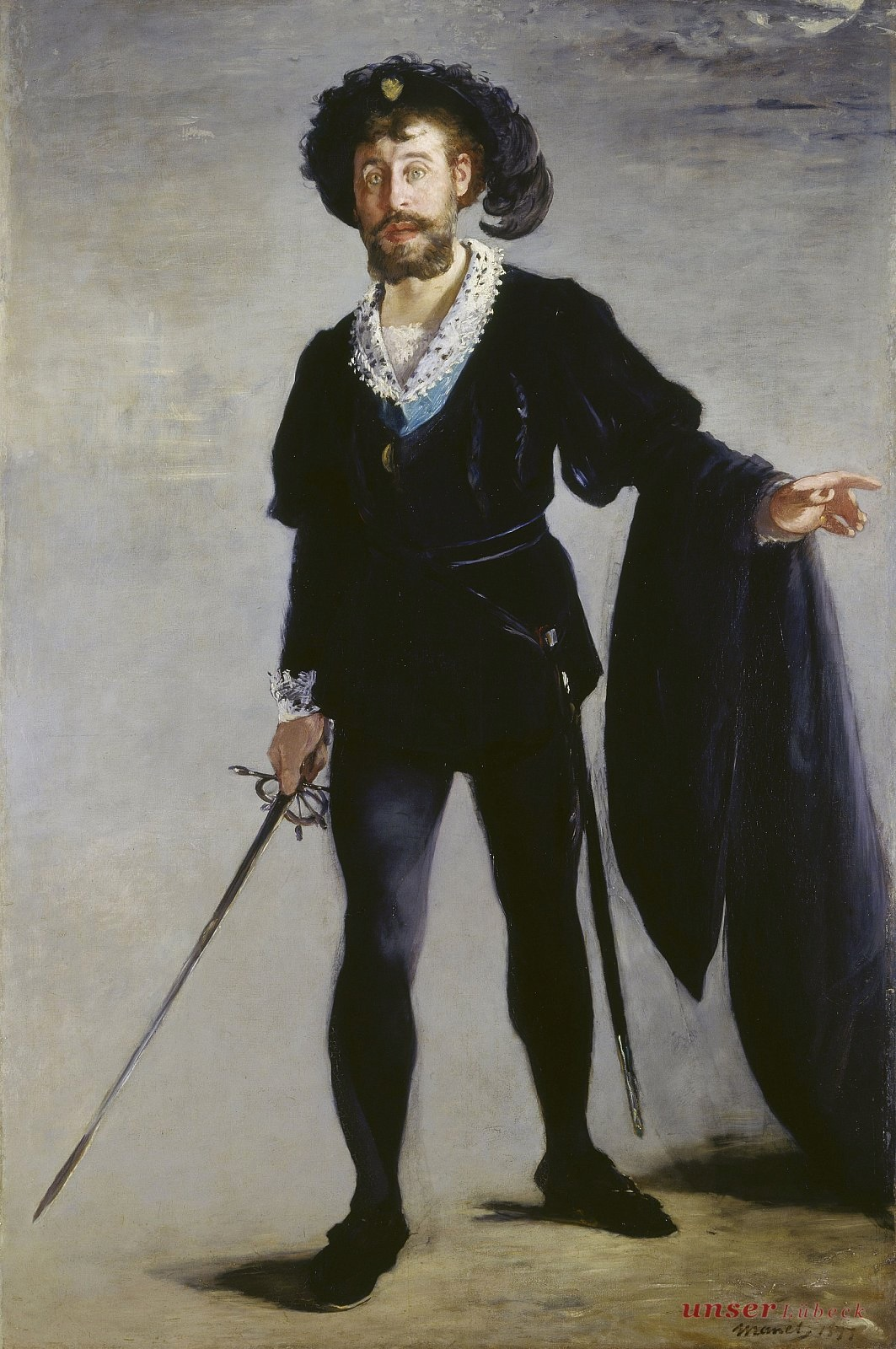
《Faure als Hamlet》，愛德華·馬奈，1877
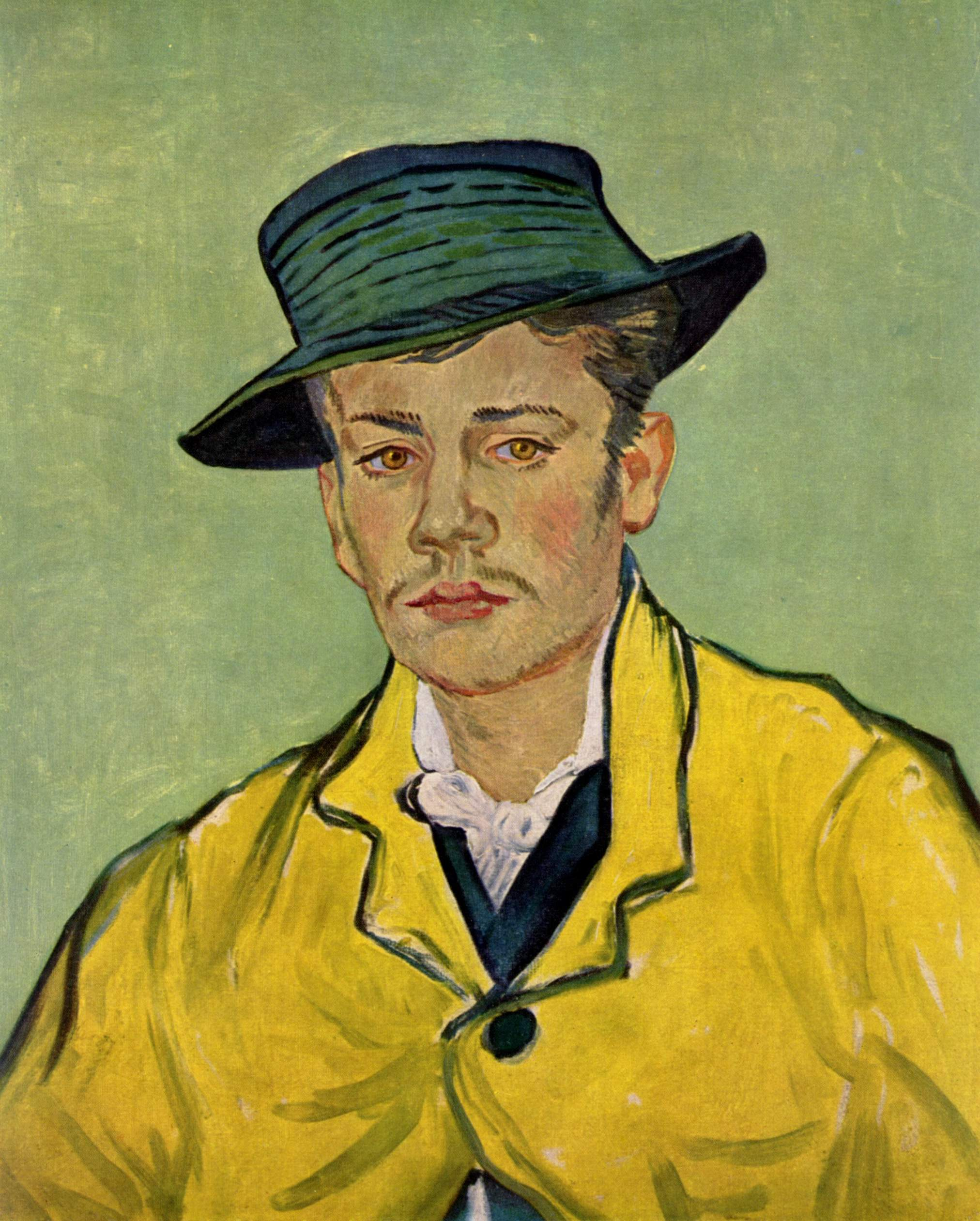
《阿曼德·卢兰的肖像》，梵高，1888
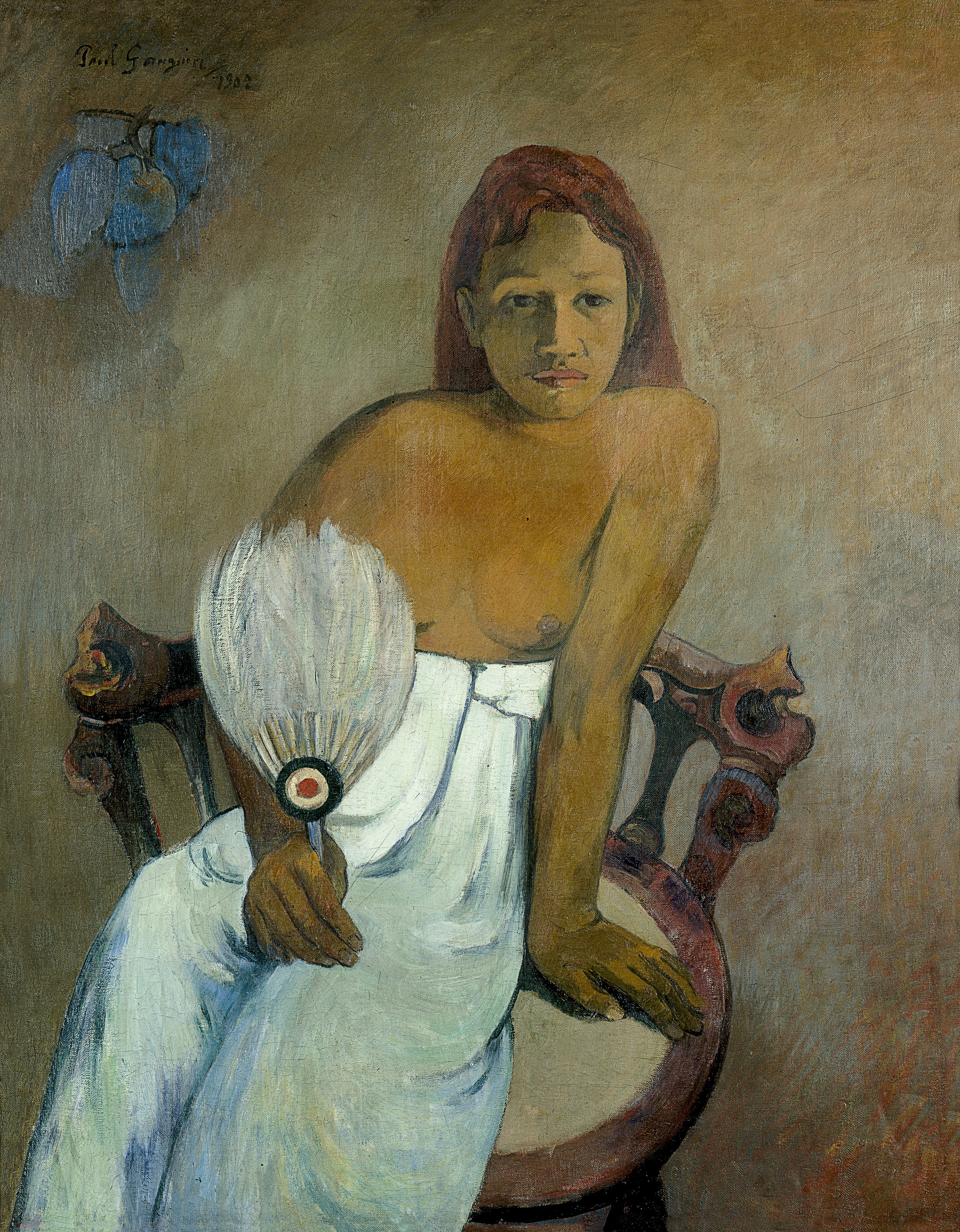
《Junges Mädchen mit Fächer》，保羅·高更，1902
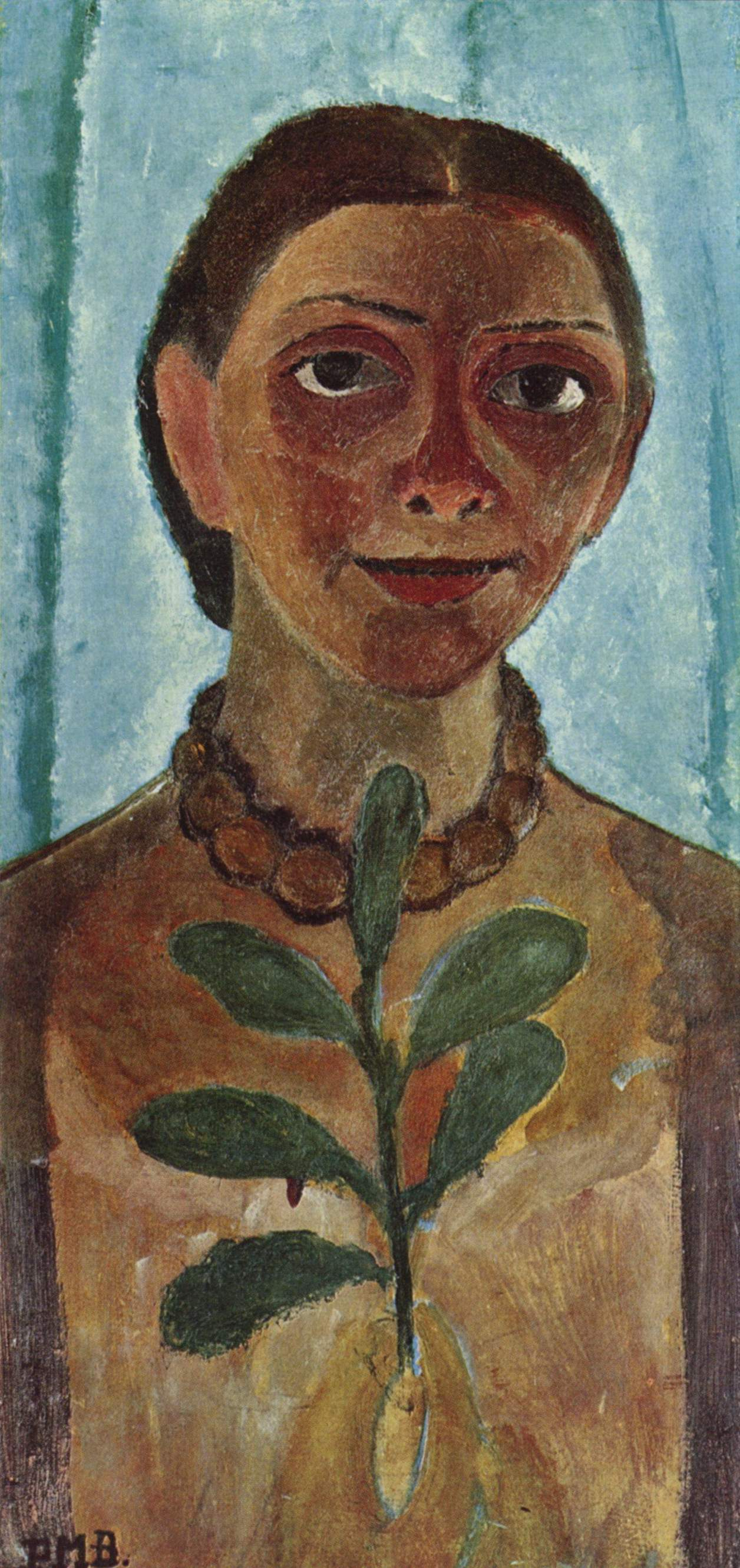
《Die Malerin mit Kamelienzweig》，保拉·莫德索恩-貝克爾，1907
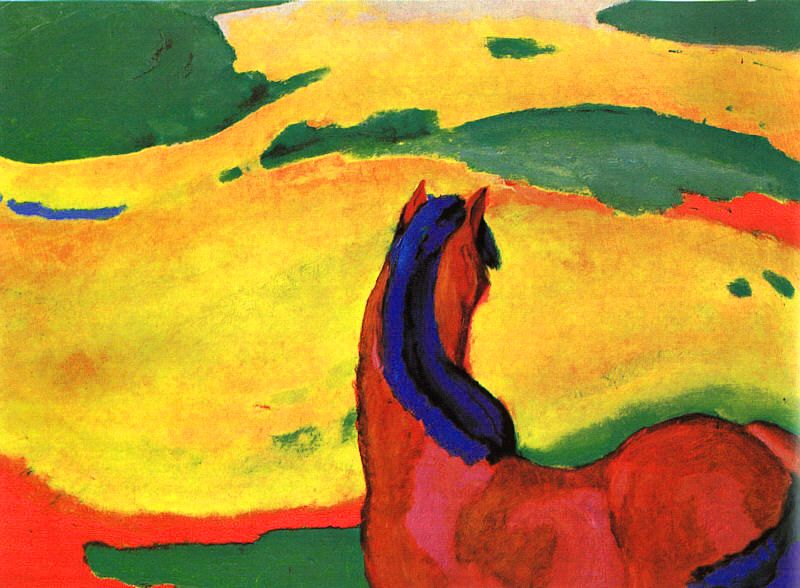
《Pferd in der Landschaft》，弗蘭茨·馬爾克，1910
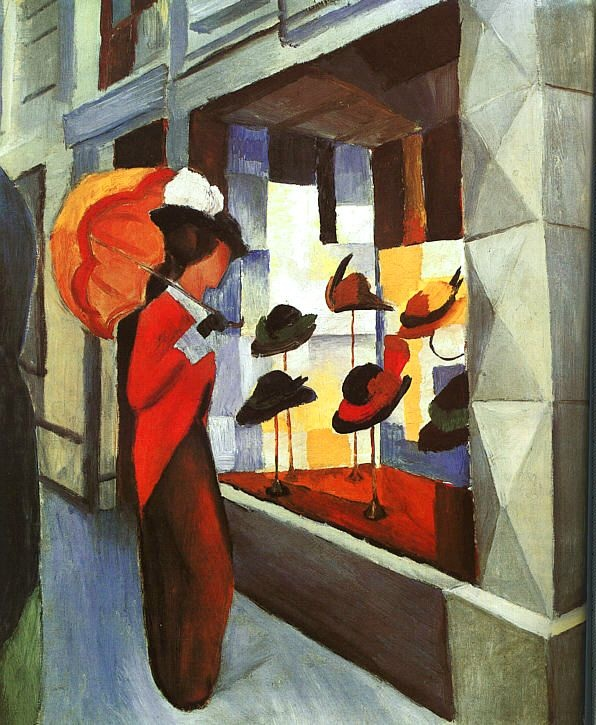
《Hutladen》，奧古斯特·麥克，1914

## 外部連結
- 官方网站

51°26′30″N 7°00′15″E / 51.44167°N 7.00417°E